# Дельта (Гвіздець)
Футбольний клуб «Дельта» — аматорський український футбольний клуб з Гвіздця, триразовий переможець і призер Чемпіонату Івано-Франківської області з футболу, дворазовий володар Кубка області та Суперкубка області. Півфіналіст Кубка України з футболу серед аматорів 2002 року.

## Історія
Гвіздецький футбол має свої давні традиції. Перші футбольні команди тут з'явилися ще в міжвоєнну добу. На обласному рівні футболісти Гвіздця дебютували 1957 року. Відтоді команда селища під різними назвами («Сільгосптехніка», «Старт», «Будівельник», «Нафтовик») майже незмінно виступала у групі «Б» (другій лізі) аматорського чемпіонату Івано-Франківщини. Після розширення в 1986 році першої обласної ліги гвіздецькі футболісти отримали нагоду позмагатися навіть у турнірі кращих колективів краю. У 1992 році в силу обставин Гвіздець взагалі втратив власне представництво на обласній футбольній арені. Водночас місцева команда була постійною учасницею і переможницею районних та обласних змагань під егідою ФСТ «Колос». В 1993 році вона здобула почесний титул найсильнішої поміж сільських аматорських дружин України.
Нова сторінка в історії місцевого футболу пов'язана з виникненням в селищі клубу «Дельта». 14 серпня 1998 року за ініціативи Василя та Володимира Ясуників при фінансовій підтримці генерального директора СП «Коломийська нафтогазова компанія «Дельта» Василя Вівчарика в Гвіздці було утворено однойменний футбольний клуб. Того ж року новачок тріумфував у першості та розіграші кубка Коломийщини. Паралельно колектив розпочав виступи у другому дивізіоні першості області та згодом отримав право на підвищення класом.
У першій лізі «Дельта» освоювалася впродовж двох сезонів, після чого пішла на штурм футбольних вершин. Спочатку впродовж 2001-2002 років клуб по два рази ставав срібним призером чемпіонату і володарем кубка області. Після цього під проводом головного тренера Василя Ясуника тричі поспіль визнавався найкращою любительською командою Івано-Франківщини (2003-2005 рр.). В наступних турнірах гвіздецькі футболісти кілька сезонів продовжували демонструвати стабільно високі результати: одного разу поклали у свою почесну скарбничку срібні (2009 р.) і двічі бронзові медалі (2007-2008 рр.). В активі команди також були два завойовані суперкубки Івано-Франківської області (2002 і 2004 рр.).
У 2002 році «Дельта» спробувала власні сили й на всеукраїнській арені. Колектив не без успіху дебютував у Кубку України серед аматорів. На стадіях 1/8 і 1/4 фіналу покутяни по черзі пройшли представників Буковини і Закарпаття – відповідно чернівецький «Калинівський ринок» (3:0; 1:1) та ФК «Мукачеве» (2:1; +:-). І тільки в півфіналі гвіздецькі футболісти призупинили боротьбу за трофей, поступившись його майбутньому володареві «Гараю» з Жовкви – 1:4 та 1:0.
Упродовж 2007-2008 років клуб виступав під дещо трансформованою назвою «Кадоган-Дельта». Ці зміни спричинила поява в колективу нового спонсора СП «Кадоган», яке спеціалізувалося на діяльності, пов'язаній з нафтовим ринком. Але співпраця між обома структурами виявилася нетривалою, що згодом в гірший бік позначилося на функціонуванні клубного господарства. У сезоні 2010 року клуб через фінансові негаразди був змушений взагалі відмовився від участі в обласних змаганнях.
За короткий час місцева команда поновила свою участь в аматорських турнірах Івано-Франківщини (спочатку під новою вивіскою ФК «Гвіздець», пізніше під назвами «Дельта», «Старт»), однак надалі вже так і не спромоглася повторити бодай якесь із почесних досягнень своїх попередників, здобутих у першій декаді 2000-х.

## Відомі гравці
- Володимир Борисевич